# یاسمن پاکوتاه
یاسمن پاکوتاه، رازقی پاکوتاه (نام علمی: Jasminum humile) نام یک گونه از سرده یاس است.